# Hugo, das Dschungeltier
Hugo, das Dschungeltier ist ein dänischer Zeichentrickfilm von 1993 des dänischen Regisseurs Stefan Fjeldmark.

## Handlung
Hugo, das Dschungeltier, ist eine seltene und kleine Kreatur und sieht aus wie eine Mischung aus Äffchen und Eichhörnchen, außerdem besteht eine große Ähnlichkeit zum Marsupilami. Er lebt glücklich und zufrieden mit seinen tierischen Freunden im Dschungel. Inzwischen erkennt Isabell, eine alternde Schauspielerin und einstige Diva, dass ihre Karriere dem Untergang geweiht ist. Sie möchte daher unbedingt ein kuscheliges, einmaliges Tier aus dem Dschungel, welches ihre Karriere wieder ankurbeln soll. Mit der Hilfe eines Indianers entdecken Isabell und ihr Suchtrupp Hugo. Isabell lässt Hugo dann auch sogleich einfangen und verschleppen. Doch Hugo kann sich befreien und fliehen. Er landet auf einem Bananendampfer, auf dem er die bösartige Isabell wiedertrifft. Kalle, der sympathische Schiffskoch, bewahrt Hugo zwar vor einem Leben mit Isabell, steckt ihn jedoch in einen exotischen Zoo. Hugo kann erneut fliehen und trifft in der neuen Umgebung viele neue Freunde. Er lernt die Füchsin Rita kennen, mit der er sich schnell anfreundet und welche ihn auch immer wieder vor Isabell und ihrem Mann rettet, umso schmerzlicher ist der Abschied. Am Ende kann Hugo die Großstadt verlassen und zu seiner geliebten Heimat zurückkehren, wo er bereits erwartet wird.

## Kritik
„Ein liebenswert-lustiger Zeichentrickfilm mit einer originellen Hauptfigur, die durch ihre Niedlichkeit schnell für sich einnimmt. Sie trägt mühelos den auch technisch und kunsthandwerklich ansprechenden, wenn auch nicht allzu originell gestalteten Trickfilmspaß.“

„Ein dänischer Zeichentrickfilm in bester Disney-Manier. [...] Flemming Quist Møller führte in diesem Zeichentrickfilm nicht nur Regie, sondern schrieb auch das gleichnamige Kinderbuch über das kleine liebenswerte Kerlchen, das auf der Suche nach Freundschaft und Frieden ist. Zugleich ist die Geschichte eine satirische Parabel auf unsere Welt.“

## Die Serie
Ein zweiter Teil, Hugo, das Dschungeltier – Filmstar wider Willen, folgte 1996 und ein dritter Teil, Hugo, das Dschungeltier – Auf und davon, erschien 2008 als Computeranimation. Eine gleichnamige Fernsehserie um das Dschungeltier entstand 2001 bis 2003; die Fernsehausstrahlung erfolgte in den Jahren 2003 und 2004.